# كارلا لازاري
كارلا لازاري ، المعروفة باسم كارلا ، مغنية فرنسية ، ولدت في يوم 19 اوت سنة 2005 في نيس .